# Baikiaea
Genre
Classification phylogénétique
Baikiaea est un genre de plantes à fleurs dicotylédones de la famille des Fabaceae, sous-famille des Caesalpinioideae, originaire d'Afrique, qui comprend sept espèces acceptées.

## Étymologie
Le nom générique, « Baikiaea », est un hommage à William Balfour Baikie (1824–1864), médecin et naturaliste britannique qui explora le cours du Niger.

## Liste d'espèces
Selon The Plant List (27 octobre 2018) :
- Baikiaea fragrantissima Baker f.
- Baikiaea ghesquiereana J.Léonard
- Baikiaea insignis Benth.
- Baikiaea plurijuga Harms
- Baikiaea robynsii Ghesq.
- Baikiaea suzannae Ghesq.
- Baikiaea zenkeri Harms